# Ilse Hornung
Ilse Eugenie Maria Hornung, verehelichte Bietak, (* 10. April 1908 in Wien; † 22. März 1994 ebenda) war eine österreichische Eiskunstläuferin, die im Einzellauf startete.
Hornung wurde 1930 in Wien, bei der ersten Europameisterschaft, in der es eine eigene Damenkonkurrenz gab, Zweite hinter ihrer Landsfrau Fritzi Burger und war damit erste Vize-Europameisterin der Geschichte. Bei ihrer einzigen Weltmeisterschaftsteilnahme belegte sie 1929 in Budapest den vierten Platz hinter Sonja Henie und ihren beiden nationalen Konkurrentinnen Fritzi Burger und Melitta Brunner. Ihre einzigen Olympischen Spiele beendete sie 1928 in St. Moritz auf dem achten Platz.

## Ergebnisse
| Wettbewerb / Jahr               | 1928 | 1929 | 1930 | 1931 |
| ------------------------------- | ---- | ---- | ---- | ---- |
| Olympische Spiele               | 8.   |      |      |      |
| Weltmeisterschaften             |      | 4.   |      |      |
| Europameisterschaften           |      |      | 2.   | 7.   |
| Österreichische Meisterschaften |      |      | 3.   | 2.   |